# Maurice Megennis
Maurice Edward Megennis (West Ham, 16 novembre 1929 – Leeds, 4 agosto 2020) è stato un sollevatore britannico.

## Biografia
Dopo aver frequentato le scuole a Middleton (sobborgo di Leeds), iniziò a praticare il sollevamento pesi vincendo tre titoli britannici (1949, 1950, 1951). Non partecipò ai Giochi del Commonwealth di Auckland poiché svolse servizio militare nel ramo di educazione fisica alla RAF Melsham nel Wiltshire.
Nelle categorie dei pesi gallo e piuma, partecipò alle Olimpiadi di Helsinki nel 1952, piazzandosi settimo – nella stessa gara vinse l'argento ai campionati europei – e alle Olimpiadi di Melbourne nel 1956, piazzandosi undicesimo. Nel 1954 vinse la medaglia d'oro ai Giochi del Commonwealth di Vancouver, e prese parte ai mondiali del 1954 di Vienna, classificandosi al nono posto.
Dopo la fine della carriera sportiva, svolse la professione di elettricista.